# Stazione di Pontelatone
La stazione di Pontelatone è una fermata ferroviaria a servizio del comune di Pontelatone, in provincia di Caserta, posta sulla ferrovia Piedimonte Matese - Santa Maria Capua Vetere (Alifana alta). Attualmente è gestita dall'Ente Autonomo Volturno (EAV).

## Storia
Originariamente chiamata stazione di Pontelatone-Formicola, è stata ricostruita nel dopoguerra leggermente più a sud della stazione anteguerra, ed è situata a circa 6 km dal centro comunale di Pontelatone, nei pressi della località Taverna Nuova - Castagna e della rotonda con l'ex strada statale 264 del Basso Volturno (ora strada provinciale 333).
Nel 2025 è stata interessata da lavori di riqualificazione.

## Strutture e impianti
La fermata conta un solo binario passante ed un marciapiede con un fabbricato viaggiatori impresenziato e chiuso per il servizio viaggiatori, ed è accessibile tramite una scala in discesa dalla strada, nei pressi di una piazzola.

## Movimento
La fermata è servita da treni regionali svolti da EAV, vi fermano quasi tutti i treni della relazione Napoli - Piedimonte Matese e le destinazioni principali sono Napoli e Piedimonte Matese.